# 왕괴짜 돈만이
《왕괴짜 돈만이》(おぼっちゃまくん)는 1986년에 일본에서 출간된 코미디 만화이자 이를 원작으로 한 동명의 애니메이션이다.

## 등장인물

### 오씨 집안 / 오보 가 (御坊家)
- 오돈만 / 오보 챠마(御坊 茶魔) (성우 : 코지로 치에, 요코야마 치사(135~137화 대역) / 김하영)
- 오태명 / 오보 카메미츠(御坊 亀光) (성우 : 긴가 반죠, 코야스 타케히토(청년기) / 시영준)
- 나집사 / 지야 츄자에몬(爺屋 忠左衛門) (성우 : 타바라 아루노 / 설영범)
- 한지수 / 오보 와키코(御坊 和貴子) (성우 : 이치죠 미유키 / 문유정)

### 도우미 군단 (お助け軍団)
- 방랑 노삿갓 / 토오리가카리 키쿠조(通掛 聞造)  (성우 : 오데 카즈아키)
- 때려 백대만 / 미가와리 나리타카(身我割 成高)  (성우 : 챠후린)
- 놀라프 소냐 / 코와가 리타(怖賀 リータ)  (성우 : 스즈키 키요노부)
- 명필 방망이 / 힛키 요구노스케(筆記 用具之介)  (성우 : 챠후린)
- 워치맨(ウォッチマン)
- 참깨 홍두깨 / 몬 아케타로(門 亜毛太郎) (성우 : 마츠오 긴조)
- 미스터 벙커씨 유 / 아부라히키 아게마루(油引 揚丸)
- 미스 에그머니 나 / 타마와리 란코(玉割 卵子)
- 파이 동글이 / 메다마 만마루(目玉 満丸)
- 반골 연가시 / 사카나호네 토루조(魚骨 取造)  (성우 : 챠후린)
- 미풍 김돌출 / 햣토코맨(冷やっとこマン)  (성우 : 마츠오 긴조)
- 슈파이더맨 / 신파이더맨(シンパイダーマン)  (성우 : 반도 나오키)
- 마사지 제독 / 마서지 원수(マッサージ元帥)  (성우 : 챠후린)
- 살찐모자차차 / 이타라킨짱(いたらきんちゃん)  (성우 : 마야마 아코)
- 참회 나오명 / 나노리데 마스오(名乗出 升雄)
- 거북이 장로 (亀長老)  (성우 : 마츠오 긴조)

### 전원 초등학교 / 덴엔쵸후 학원 (田園調布学園)
- 장백호 / 스바루타 도나루(昴田 怒留) (성우 : 히로세 마사시, 사사오카 시게조 / 심정민)
- 박지우 / 카키노 슈헤이(柿野 修平) (성우 : 사사키 노조무 / 이명희)
- 공주희 / 오죠 사마요(御嬢 沙麻代) (성우 : 카와무라 마리아 / 문유정)
- 장병수 / 후쿠로코지 카네미츠(袋小路 金満) (성우 : 아오키 카즈요 / 김도영)
- 김에이 / 에이 이치스케(栄 一助)  (성우 : 하야시 타마오)
- 남궁비 / 비이 니스케(美井 二助)  (성우 : 마야마 아코)
- 정승주 / 빈보 타이조(貧保 耐三) (성우 : 마츠모토 리카 / 김성연)
- 환영식 / 나멘나 요우(奈面菜 洋)  (성우 : 스즈키 키요노부)
- 강민재 / 와카다이 마사루(若大 将) (성우 : 호리카와 료)

## 주제가
- 오프닝 : 《야이야이야》(ぶぁい Yai Yai) 노래 : INGRY MONGRY (일본판) / 김혜성 (한국판)
- 엔딩 : 《I LOVE YOU》(一度だけI LOVE YOU〜沙麻代ちゃんに捧げるうた) 노래 : INGRY MONGRY (일본판) / 김혜성 (한국판)